# Sanford (Maine)
Sanford es una ciudad ubicada en el condado de York, Maine, Estados Unidos. Según el censo de 2020, tiene una población de 21 982 habitantes.

## Geografía
La ciudad está ubicada en las coordenadas 43°25′27″N 70°45′28″O / 43.42417, -70.75778. Según la Oficina del Censo de los Estados Unidos, Sanford tiene una superficie total de 126.28 km², de la cual 123.78 km² corresponden a tierra firme y  2.50 km² son agua.

## Demografía
Según el censo de 2020, hay 21 982 personas residiendo en Sanford. La densidad de población es de 177.6 hab./km². El 90.40% de los habitantes son blancos, el 1.29% son afroamericanos, el 0.40% son amerindios, el 1.78% son asiáticos, el 0.01% son isleños del Pacífico, el 0.64% son de otras razas y el 5.48% son de una mezcla de razas. Del total de la población, el 2.09% son hispanos o latinos de cualquier raza.